# Alfred Gérard (football)
Alfred Gérard est un footballeur français né le 5 octobre 1919 à Fontaines (Haute-Marne) et mort le 24 décembre 1986 à Hauteville-Lompnes (Ain). Il occupait le poste d'attaquant.

## Carrière
De 1945 à 1947, il joue au Lyon OU. En 1947, il signe aux SR Colmar, où il participe à la montée du club en D1.
Après celle-ci, néanmoins, il part jouer au Stade rennais. Il participe à 10 matchs de D1, marquant trois buts. Il change en cours de saison pour le FC Nantes, en D2, où il joue 16 matchs et marque 7 buts.
Il finit sa carrière au RC Lens, où il évolue de 1949 à 1951. Il joue ainsi 11 matchs de D1, marquant six buts.

## Clubs
- 1945-1947 :  Lyon OU
- 1947-1948 :  SR Colmar
- 1948 :  Stade rennais
- 1949 :  FC Nantes
- 1949-1951 :  RC Lens